# Acalypha stricta
Acalypha stricta là một loài thực vật có hoa trong họ Đại kích. Loài này được Poepp. mô tả khoa học đầu tiên năm 1841.